# خطوط أدريا الجوية الرحلة 1308
خطوط أدريا الجوية الرحلة 1308 طائرة ماكدونل دوغلاس إم دي-81 التابعة لخطوط أدريا الجوية كانت تحمل علي متنها 173 راكبا و7 من أفراد الطاقم وفي رحلة طيران من ليوبليانا إلي أجاكسيو في 1 ديسمبر 1981 ومع الاقتراب من المطار وبسبب سوء التفاهم مع المراقب الجوي نزل الطيار إلى مستوى خاطئ في منطقة جبلية وغائمة أدى ذلك لإطلاق أنظمة الطائرة عدة تحذيرات ولكن الطيار لم يتخذ الإجراءات اللازمة للتعامل مع الموقف واصطدمت بجبل سان بيترو بالقرب من أجاكسيو بدولة فرنسا ومات جميع الركاب والطاقم البالغ عددهم 180 شخصا وكانت أول حوادث طائرات ماكدونل دوغلاس إم دي-80 وثاني حادثة طيران في فرنسا بعد الخطوط الجوية التركية الرحلة 981.